# Bestune T90

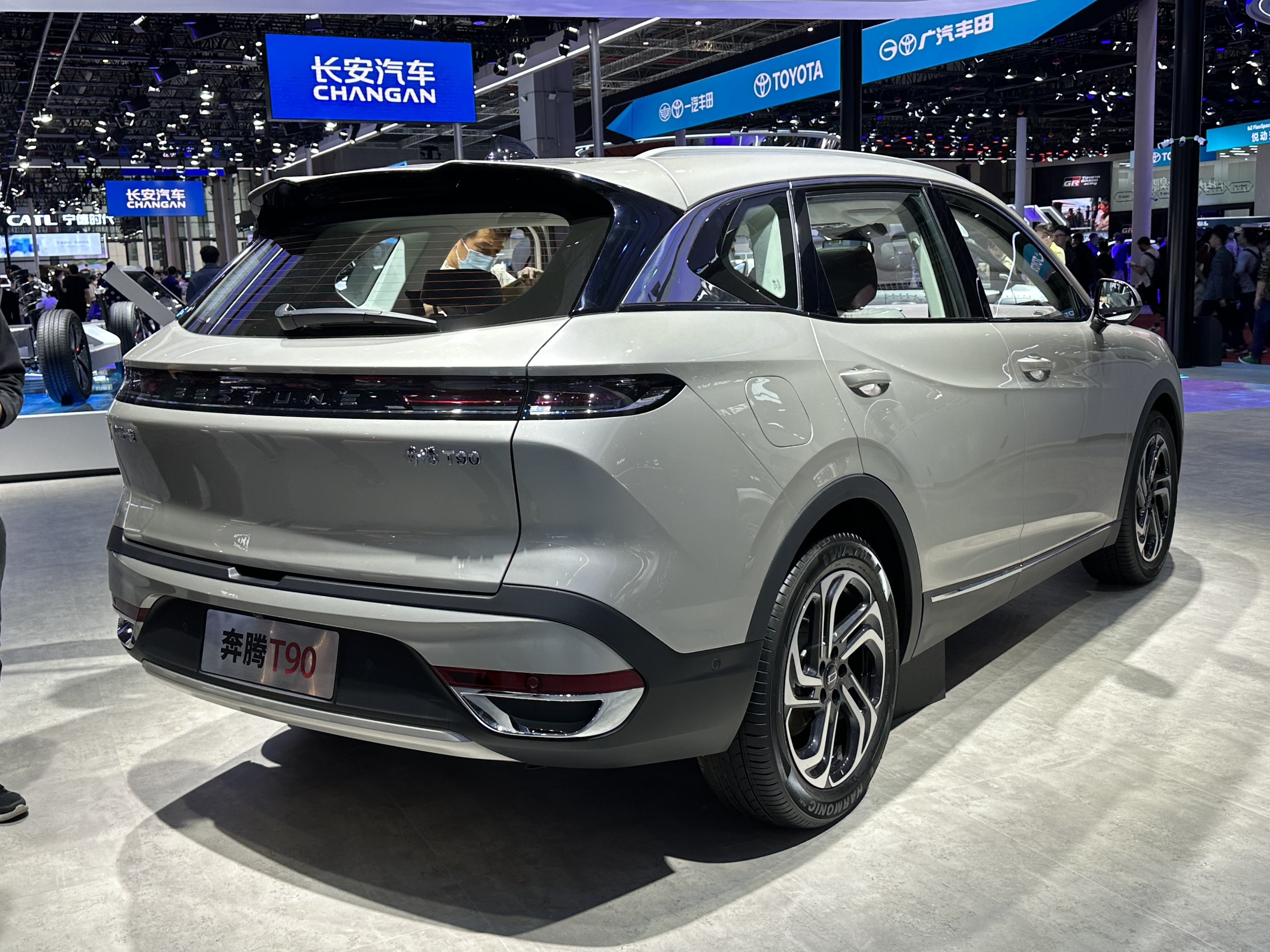
Вид сзади

Bestune T90 — среднеразмерный кроссовер китайского производителя Bestune — суббренда компании FAW. В иерархии расположен между T77 и T99.

## История
Bestune T90 впервые был представлен в апреле 2023 года на автосалоне в Шанхае. Продажи автомобиля начались 18 июня 2023 года.

## Особенности
Bestune T90 приводится в движение 1,5-литровым бензиновым двигателем мощностью 124 кВт (169 л. с.) или же 2,0-литровым бензиновым двигателем мощностью 185 кВт (252 л. с.). Оба двигателя оснащены турбонаддувом, компоновка — переднеприводная. 2,0-литровый двигатель сочетается в паре с восьмиступенчатой автоматической трансмиссией Aisin, а 1,5-литровый — с семиступенчатой трансмиссией с двойным сцеплением. Впереди установлена подвеска Макферсон, тогда как задняя подвеска — многорычажная.
Салон автомобиля состоит из пластика, кожи и хрома. Перед водительским местом расположены цифровые индикаторы диагональю 8 дюймов и дополнительная система HUD. На центральной консоли расположен вертикальный сенсорный экран мультимедийной системы с диагональю 12,6 дюйма.
По габаритам модель сопоставима с Kia Sorento и Hyundai Santa Fe.